# 도야촌 (홋카이도)
도야촌(일본어: 洞爺村)은 일본 홋카이도 이부리 지청 관내의 서부에 위치해 도야호 아부타군에 북쪽 해안에 접했던 촌이다.

## 지리
- 특별 폭설 지역.
- 홋카이도 중부지역 남부에 위치한 '시코쓰도야 국립공원' 지역이다. 
  - 촌내 일부 지역은 국립공원법에 의한 특별구역에 속한다.
- 도야호 북쪽 기슭의 하대지는 아름다운 호수의 수면을 향해 남쪽으로 경사져 있고, 그 북쪽의 고원지대는 요테이 산기슭까지 이어지는 넓은 농경지로 되어 있다.
  - 촌 이름 '도야'는 아이누어로 '호수의 육지'라는 뜻의 '도야'에서 유래했다.
  - '도야'는 '도야호 북안'= 도야촌 도야정(洞爺村洞爺町) 주변을 가리키는 지명이지만, 역사 이래로 이 지역을 가리키는 통칭으로 '무코도야(向洞爺)'라는 호칭이 있다.
- 기후는 우치우라만의 영향으로 초봄에는 다소 불규칙하지만 늦가을에는 양호하다. 성수기에는 삿포로 등과 유사한 대륙성 기후를 보인다. 도야호에 의해 적당한 습도가 공급되어 농업에 적합한 기후 조건의 토지이다.
- 반대편에 있는 아부타정, 소베쓰정 같은 관광지는 많지 않다.

## 역사
- 아래와 같이 메이지 20년대부터 40년대에 걸쳐 마을의 각 구역에 개척 정착민들이 들어와 도야촌을 개척하였다. 
  - 1887년 - 가가와현 구 마루가메 번주 미하시 마사유키(三橋正之) 등 22가구 76명이 오오하라 지구로 이주, '도야촌' 개기.
  - 1889년 - 2차 이주민 80여 가구가 호숫가에 이주. 가가와 지구의 개척 시작.
  - 1905년 - 하야시 타케타로(다테 기독교회 목사)가 아사히우라 지구에 고아원을 건립. 노오 지진 고아 수용.
  - 1907년- 도미오카 지역 개척 시작.
- 1920년 - 아부타촌 (현: 도야코정)에서 분촌해, 도야촌이 되었다. (인구 : 3,220명)
- 1960년 - 도야촌 상공회가 설립하였다. (인구 : 3,672명)
- 1971년 - 홋카이도 청소년 캠프촌을 이와야 지구에 개설하였다. (전년도 인구 : 2,895명)
- 1975년 - 가가와현 사이타정과 자매결연을 맺었다. (인구 : 2,597명)
- 1977년 - 우스산이 분화가 관측되었다.(1977~1978년 분화).
- 2006년 3월 27일 - 도야촌, 아부타정과 신설합병해, 도야코정이 성립하였다. 이를 통해 도야촌은 폐지되었다.

## 교통

### 도로
- 국도 230호선

### 철도
- 홋카이도 여객철도
  - 무로란 본선 : 촌내에는 철도노선이 다니진 않는다. 대신 제일 가까운 역은 도야 역

### 공항
- 도야촌에는 없다. 가장 가까운 공항은 신치토세 공항이다.